# Ricardo Verde Rubio
Ricardo Verde Rubio (23 de juliol de 1876 - 29 de març de 1954) va ser un pintor espanyol.
Va ser professor i acadèmic de l'Acadèmia de Belles Arts de Sant Carles, vivint entre els encàrrecs de retrats i la pedagogia. En la seva etapa docent va ser mestre d'alguns altres pintors valencians com Ferran Hurtado Sanchis.

## Llibres
- Llibre sobre Ricardo Verde Rubio